# Kungen och jag (film, 1999)
Kungen och jag (eng: The King and I) är en amerikansk animerad musikalfilm från 1999 i regi av Richard Rich. Filmen är baserad på boken om Anna och kungen, och använder sånger och några av karaktärnamnen från Richard Rodgers och Oscar Hammerstein IIs scenmusikal med samma namn.

## Handling
I 1860-talets Siam regerar kungen av Siam med traditionella övertygelser och vägran att förändras. Med ankomsten av engelskan Anna Leonowens och hennes son Louis, planerar hans premiärminister och trollkarl Kralahome att få kungen stört av bedrägeri. Samtidigt blir kronprinsen Chulalongkorn kär i Tuptim, en tjänarinna som ges till kungen som en gåva från Burma, men deras kärlek måste förbli en hemlighet som sådan är strängt förbjuden.

## Rollista (urval)

### Engelska röster
- Miranda Richardson - Anna Leonowens (dialog)
- Christiane Noll - Anna Leonowens (sång)
- Martin Vidnovic - Kungen av Siam
- Allen D. Hong - Prins Clulalongkorn (dialog)
- David Burnham - Prins Chulalongkorn (sång)
- Armi Arabe - Tuptim (dialog)
- Tracy Venner Warren - Tuptim (sång)
- Ian Richardson - Kralahome
- Darrell Hammond - Lillmästaren
- Adam Wylie - Louis Leonowens
- Sean Smith - Sir Edward Ramsay
- J.A. Fujii - Första frun
- Ken Baker - Kaptenen
- Ed Trotta - Sir Edwards kapten
- Tony Pope - Burmesisk sändebud
- Alexandra Lai - Prinsessan Ying
- Katherine Lai - Prinsessan Naomi
- Mark Hunt - Steward
- B.K. Tochi - Soldat

### Svenska röster
- Anna Leonowens - Elin Abelin
- Kungen av Siam - Richard Carlsohn
- Kralahome - Jan Modin
- Lille Herrn - Håkan Mohede
- Prins Chululongkorn - Mats Hellgren
- Tuptim - Jonna Jonsson
- Prinsessan Ying - Adriana Essén
- Louis Leonowens - Sebastian Väpnargård
- Sir Edward Ramsay - Håkan Mohede
- Fru 1 - Jonna Jonsson
- Kapten Orton - Jan Modin
- Sir Edwards kapten - Jan Modin